# Виж какво става сега
Kyun...! Ho Gaya Na, преведено означава „Виж какво става сега“ е боливудски романтичен филм от 2004 година с режисьор Самир Карник и актьорите Айшвария Рай, Вивек Оберой и Амитабх Баччан.

## Резюме
Внимание:  Текстът по-долу разкрива сюжета на произведението (или части от него)!
Дия (Айшвария Рай) пътува за Мумбай, за да помага на приятел на баща и (Амитабх Баччан) за приюта му за сираци. Дия е умна студентка, която не е съгласна с уредения брак. Тя отсяда в къщата на приятел на баща си доката вземе изпитите си. В Мумбай тя се среща със заможния Арджун (Вивек Оберой), който е син на семейството, при което е отседнала и има различна гледна точка за любовта. Те започват да прекарват времето си заедно и се влюбват. Арджун не осъзнава че се е влюбил, но Дия е наясно със своите чувства. Става недоразумение, което разбива сърцето и тя заминава. Той тръгва след нея и успява да върне усмивката на лицето и. Той осъзнава чувствата си, но изглежда, че скоро тя ще се жени за своя най-добър приятел от детството. За щастие това е било просто план „Чичо“, който постига целта си: Арджун да осъзнае, че е влюбен и да му върне загубеното.

## Музика
Музиката за този филм е композирана от Шанкар Лоу.

### Песни
- Pyar Mein Sau Uljhanne Hai (Има много усложнения в любовта)
- No no! (Не не!)
- Aao Na (Ела)
- Bas Main Hoon (There's Only Me)
- Baat Samjha Karo (Опитай се да разбереш)
- Dheere Dheere (Бавно)